# ESWE Verkehrsgesellschaft
ESWE Verkehrsgesellschaft, ESWE Verkehr, är ett kollektivtrafikbolag i Wiesbaden i Tyskland. 2010 reste totalt 50 miljoner passagerare med företagets fordon.

## Statistik
Statistik 2012
- 51 miljoner resenärer
- 229 bussar
- 594 km längd
- 39 busslinjer